# Aloe macleayi
Aloe macleayi ist eine Pflanzenart der Gattung der Aloen in der Unterfamilie der Affodillgewächse (Asphodeloideae). Das Artepitheton macleayi ehrt den Botaniker Kenneth Noel Grant Macleay.

## Beschreibung

### Vegetative Merkmale
Aloe macleayi wächst stammlos und einfach. Die etwa 24 lanzettlich verschmälerten Laubblätter bilden eine dichte Rosette. Die tiefgrüne bis olivgrüne, undeutlich linierte Blattspreite ist bis zu 50 Zentimeter lang und 12 Zentimeter breit. Die festen, weißen, hakigen Zähne am gelblich weißen Blattrand sind 4 Millimeter lang und stehen 8 bis 15 Millimeter voneinander entfernt. Der Blattsaft trocknet gelb.

### Blütenstände und Blüten
Der leicht schiefe Blütenstand weist etwa neun Zweige auf und erreicht eine Länge von 90 Zentimeter. Die aufrechten, lockeren, zylindrisch-konischen Trauben sind 22 Zentimeter lang und 5,5 Zentimeter breit. Die eiförmig-spitzen, hellbraunen Brakteen weisen eine Länge von 3 Millimeter auf und sind 4 Millimeter breit. Die an der Basis korallenroten Blüten werden zur Mündung orangefarben bis gelblich und stehen an 10 Millimeter langen Blütenstielen. Sie sind 36 Millimeter lang und an ihrer Basis gerundet. Auf Höhe des Fruchtknotens weisen die Blüten einen Durchmesser von 7 Millimeter auf. Darüber sind sie sehr leicht verengt. Ihre äußeren Perigonblätter sind nicht miteinander verwachsen. Die Staubblätter und der Griffel ragen 2 bis 4 Millimeter aus der Blüte heraus.

## Systematik und Verbreitung
Aloe macleayi ist im Sudan auf Grasland in Höhen von 1500 bis 2500 Metern verbreitet.
Die Erstbeschreibung durch Gilbert Westacott Reynolds wurde 1955 veröffentlicht.

## Nachweise